# فكري كرجل (فلم)
فكّري كرجل (بالإنجليزية: Think Like a Man) فيلم أمريكي تم إنتاجه سنة 2012 ومن إخراج تيم ستوري.

## قصة الفيلم
أربع نساء يحاولن الحفاظ على أزواجهن بشتى الطرق، حتى وجدوا الحل بكتاب المؤلف ستيف هارفي، الذي يوفر نصائح حول العلاقات بين الأزواج، وبالفعل تستخدم هؤلاء النسوة تلك النصائح وتطبيقهن في حياتهن، حتى بدأ الأمر يؤثر على أزواجهن، ولكن بعد أكتشافهم ما تستطيع المرأة أن تفعله، حتى أعلنوا الحرب عليهن.

## طاقم التمثيل
- كيفن هارت
- جيري فيرارا
- غابرييلي يونيون
- ميغان غود
- ويندي ويليامز
- كريس براون
- موريس تشيسنت
- أرييل كيبيل
- كيلي رولاند
- تيكا سومبتير
- كيري هيلسون

## وصلات خارجية
- الموقع الرسمي
- مقالات تستعمل روابط فنية بلا صلة مع ويكي بيانات